# Antipodes Fracture Zone
Koordinaten: 59° 44′ S, 156° 18′ W
Die Antipodes Fracture Zone ist eine unterseeische Transformstörung im Südpazifik und Südlichen Ozean. Sie erstreckt sich zwischen dem 50. und 70. Grad südlicher Breite sowie zwischen dem 125. und 176. Grad westlicher Länge.
Die Benennung, seit 1997 vom Advisory Committee on Undersea Features anerkannt, erfolge auf Vorschlag des US-amerikanischen Ozeanographen Steven C. Cande von der Scripps Institution of Oceanography. Benannt ist die Transformstörung nach der benachbarten und zu Neuseeland gehörenden Insel Antipodes Island.